# Distretto di Korosten'
Il distretto di Korosten' (in ucraino Коростенський район?, Korostens'yj rajon) è un distretto nell'oblast' di Žytomyr in Ucraina. Il suo centro amministrativo è la città di Korosten'. Ha una popolazione di 156 419 abitanti.
Il 18 luglio 2020, come parte della riforma amministrativa dell'Ucraina, il numero di distretti dell'oblast di Žytomyr è stato ridotto a quattro e l'area del distretto di Korosten' è stata notevolmente ampliata.